# (1956) Artek
(1956) Artek ist ein Asteroid des äußeren Hauptgürtels, der von der sowjetischen Astronomin Ljudmila Tschernych am 8. Oktober 1969 am Krim-Observatorium in Nautschnyj (IAU-Code 095) entdeckt wurde.
Der mittlere Durchmesser des Asteroiden wurde mithilfe des Wide-Field Infrared Survey Explorers (WISE) grob mit 19,921 (±3,545) km berechnet, die Albedo ebenfalls grob mit 0,074 (±0,033).
Der Asteroid gehört zur Themis-Familie, einer Gruppe von Asteroiden, die nach (24) Themis benannt wurde. Die zeitlosen (nichtoskulierenden) Bahnelemente von (1956) Artek sind fast identisch mit denjenigen des kleineren Asteroiden (126561) 2002 CF105.
Bei einer Untersuchung der Lichtkurve von (1956) Artek durch Roberto Crippa und Federico Manzini vom 5. bis 9. Februar 2006 konnte diese nicht bestimmt werden. Auch weitere Beobachtungen durch andere Astronomen und Programme in den Jahren 2009, 2018 und 2020 brachten kein brauchbares Ergebnis.
(1956) Artek wurde am 30. Juni 1977 nach dem Allunions-Pionierlager Artek benannt. Artek war das zentrale Pionierlager der Pionierorganisation Wladimir Iljitsch Lenin in der Sowjetunion. Es befindet sich bei der Stadt Hursuf auf der Halbinsel Krim in der heutigen Ukraine.